# Jean Zinn-Justin
Jean Zinn-Justin (Berlim, 10 de julho de 1943) é um físico teórico francês.
Zinn-Justin trabalhou desde 1965 como físico teórico em Saclay, no Centro de Pesquisas Nucleares do Commissariat à l’énergie atomique et aux énergies alternatives (CEA). De 1993 a 1998 foi diretor de física teórica do CEA. Foi professor visitante no Instituto de Tecnologia de Massachusetts (MIT), na Universidade de Princeton, na Universidade Stony Brook (1972) e na Universidade Harvard; foi também pesquisador visitante no CERN.
Em 1977 recebeu o Prêmio Paul Langevin, em 1981 o Prêmio Ampère.

## Obras
- Quantum Field Theory and Critical Phenomena, Clarendon Press, Oxford, 1989, 1993, 1996, 4ª Edição, 2002.
- Path Integrals in Quantum Mechanics, Oxford University Press, 2005.
- Phase Transitions and Renormalization Group, Oxford University Press, 2007.
- Quantum field theory, renormalization and the renormalization group, Physikalische Blätter, 1996.